# Jucăria (film)
Child's Play este un film de groază care a avut premiera la 9 noiembrie 1988, este scris de Don Mancini și regizat de Tom Holland. Filmul are mai multe continuări: Child's Play 2, 3, Bride of Chucky și Seed of Chucky.

## Prezentare
În Child's Play este vorba despre o păpușă posedată de Charles Lee Ray, așa-zisul "Ștrangulatorul" din Lakeshore care își transferă în ultima clipă sufletul, înainte să moară, într-o păpușă "Good Guy". Această păpușă ajunge la Andy Barclay (Alex Vincent), ce o primește cadou de ziua lui din partea mamei sale.
Aceștia își dau seama prea târziu că vorbele lui Andy erau adevărate. Mama sa (Catherine Hicks) și detectivul Mike Norris (Chris Sarandon) sar în ajutorul lui Andy, ucigând în cele din urmă păpușa "Good Guy". Chucky va reveni în cele din urmă înapoi și își va continua treaba, adică căutând un corp în care să-și transfere sufletul.

## Actori
- Catherine Hicks este Karen Barclay
- Chris Sarandon este Detectiv Mike Norris
- Alex Vincent este Andy Barclay
- Brad Dourif este Charles Lee Ray, a.k.a. "Chucky"
- Dinah Manoff este Maggie Peterson
- Tommy Swerdlow este Jack Santos (Mario)
- Jack Colvin este Dr. Ardmore
- Raymond Oliver este John Simonsen (Dr. Death)
- Neil Giuntoli este Eddie Caputo
- Alan Wilder este Mr. Criswell
- Edan Gross este Friendly Chucky (voce)
- Aaron Osborne este the Orderly
- Juan Ramirez este the Peddler
- Ed Gale este Chucky (Stunt Double)
- Michael Patrick Carter este the Kid in an Animated Commercial (voce)

## Primire
Filmul a fost clasificat pe locul 94 în topul 100 Scariest Movie Moments realizat de Bravo.